# 江怡 (哲学家)
江怡（1961年5月—），四川宜宾人，生于辽宁丹东，山西大学特聘教授，主要从事分析哲学等方面的研究工作。入选中华人民共和国教育部2009年度"长江学者"特聘教授，享受中国国务院政府特殊津贴。曾就读于四川师范大学政教系。